# Médaille commémorative de la campagne d'Italie (1859)
La médaille commémorative de la campagne d'Italie 1859 (Medaglia commemorativa della campagna d'Italia del 1859) fu una medaglia concessa da Napoleone III a quanti avessero partecipato alle operazioni belliche della campagna d'Italia del 1859 durante il "Risorgimento".

## Storia

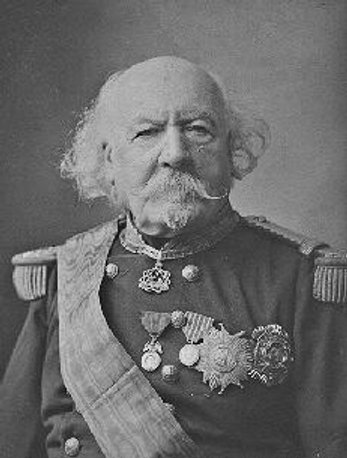
Ritratto del Generale François Certain de Canrobert che indossa tra le altre decorazioni anche la "Médaille commémorative de la campagne d'Italie 1859" (la seconda da sinistra)

La medaglia venne concessa per la prima volta da Napoleone III direttamente sul campo di guerra italiano l'11 agosto 1859 e venne assegnata poi a tutti quegli ufficiali e personale di truppa che avessero preso parte attivamente a favore dell'esercito francese durante l'inizio della seconda guerra d'indipendenza italiana. La medaglia era concessa unicamente a soldati francesi, ma venne in rarissimi casi estesa anche ai soldati piemontesi che si fossero distinti per particolari benemerenze verso l'esercito francese.
Data la natura esclusiva della decorazione, concessa unicamente nel 1859, essa è divenuta uno dei pezzi più ambiti dai collezionisti di oggetti risorgimentali italiani e francesi e inoltre è la prima medaglia ufficiale per campagne all'estero fatta coniare dalla Francia, che ha così aperto il filone di questa tipologia di insegne, concesse poi in grandi varietà sia sotto l'Impero sia sotto la Repubblica dopo il 1870.

## Descrizione
La medaglia consiste in un disco d'argento con il volto laureato di Napoleone III rivolto verso destra, attorniato da una corona d'alloro. Sotto il collo dell'Imperatore si trovava la firma dell'incisore 'BARRE' (Albert Désiré Barre, 1818-1878). Sul retro si trovava la legenda "Campagne d'Italie" e sotto la data "1859" in una fascia circolare, al centro della quale si trovavano i nomi delle città protagoniste delle battaglie storiche del 1859. Venne concessa a tutti i soldati e ufficiali, senza distinzione di patria, provenienza, sesso o religione, che fossero stati presenti nelle battaglie di Varese (o Montebello), Palestro, Turbigo, Magenta, Melegnano o Solferino.
Il nastro era a fasce bianche e rosse alternate.